# 2075
2075 (ММLXXV) е обикновена година, започваща във вторник според Григорианския календар. Тя е 2075-ата година от новата ера, седемдесет и петата от третото хилядолетие и шестата от 2070-те.